# Quatorzième amendement de la Constitution des États-Unis
Le 14e amendement de la Constitution des États-Unis, ratifié le 9 juillet 1868 sous l'impulsion de John Armor Bingham vise à protéger le droit des anciens esclaves afro-américains émancipés par le Treizième amendement de la Constitution des États-Unis, en particulier dans les États du sud. Il garantit la citoyenneté à toute personne née aux États-Unis et affirme la nécessité de garantir l'égale protection par la loi de tous ceux qui se trouvent sur son territoire,,,. Il est rédigé par la United States Congress Joint Committee on Reconstruction (une commission mixte du 39e Congrès des États-Unis), bien que certains changements aient été apportés par la suite au Congrès,,.

## Résumé
L'article 1 accorde la citoyenneté américaine à toute personne née ou naturalisée aux États-Unis (ce qui inclut les anciens esclaves). Il proclame l'égalité face à la loi et le respect de la procédure judiciaire.
L'article 2 modifie le nombre de représentants de chaque État à la Chambre, mettant fin au fameux « compromis des trois-cinquièmes » de 1787. Il sanctionne aussi toute éventuelle discrimination, par les États, à l'exercice du droit de vote des hommes de plus de 21 ans.
L'article 3 rend inéligibles les sécessionnistes.
L'article 4 interdit toute compensation pour perte d'esclaves à la suite de l'abolition.
L'article 5 donne la possibilité au Congrès de légiférer pour l'application de l'amendement.

## Texte
« Section 1. All persons born or naturalized in the United States, and subject to the jurisdiction thereof, are citizens of the United States and of the State wherein they reside. No State shall make or enforce any law which shall abridge the privileges or immunities of citizens of the United States; nor shall any State deprive any person of life, liberty, or property, without due process of law; nor deny to any person within its jurisdiction the equal protection of the laws.

Section 2. Representatives shall be apportioned among the several States according to their respective numbers, counting the whole number of persons in each State, excluding Indians not taxed. But when the right to vote at any election for the choice of electors for President and Vice President of the United States, Representatives in Congress, the Executive and Judicial officers of a State, or the members of the Legislature thereof, is denied to any of the male inhabitants of such State, being twenty-one years of age, and citizens of the United States, or in any way abridged, except for participation in rebellion, or other crime, the basis of representation therein shall be reduced in the proportion which the number of such male citizens shall bear to the whole number of male citizens twenty-one years of age in such State.

Section 3. No one shall be a Senator or Representative in Congress, or elector of President and Vice President, or hold any office, civil or military, under the United States, or under any State, who, having previously taken an oath, as a member of Congress, or as an officer of the United States, or as a member of any State legislature, or as an executive or judicial officer of any State, to support the Constitution of the United States, shall have engaged in insurrection or rebellion against the same, or given aid or comfort to the enemies thereof. But Congress may by a vote of two-thirds of each House, remove such disability.

Section 4. The validity of the public debt of the United States, authorized by law, including debts incurred for payment of pensions and bounties for services in suppressing insurrection or rebellion, shall not be questioned. But neither the United States nor any State shall assume or pay any debt or obligation incurred in aid of insurrection or rebellion against the United States, or any claim for the loss or emancipation of any slave; but all such debts, obligations and claims shall be held illegal and void.

Section 5. The Congress shall have power to enforce, by appropriate legislation, the provisions of this article. »
« Article 1. Toute personne née ou naturalisée aux États-Unis, et soumise à leur juridiction, est citoyen des États-Unis et de l'État dans lequel elle réside. Aucun État ne fera ou n'appliquera de lois qui restreindraient les privilèges ou les immunités des citoyens des États-Unis ; ne privera une personne de sa vie, de sa liberté ou de ses biens sans procédure légale régulière ; ni ne refusera à quiconque relevant de sa juridiction, l'égale protection des lois.

Article 2. Les représentants seront répartis entre les divers États proportionnellement à leur population respective, calculée en comptant tous les habitants de chaque État, à l'exclusion des Indiens, non imposés. Mais, quand le droit de voter à l'élection d'électeurs des président et vice-président des États-Unis, des représentants au Congrès, des fonctionnaires exécutifs et judiciaires d'un État ou des membres de sa législature, sera dénié à des habitants mâles de cet État, âgés de vingt et un ans et citoyens des États-Unis, ou restreint de quelque manière que ce soit, sauf en cas de participation à une rébellion ou autre crime, la base de la représentation pour ledit État sera réduite dans la proportion existant entre le nombre des citoyens mâles visés et le nombre total des citoyens mâles de vingt et un ans dans cet État.

Article 3. Nul ne sera sénateur ou représentant au Congrès, ou électeur des président et vice-président, ni n'occupera aucune charge civile ou militaire du gouvernement des États-Unis ou de l'un quelconque des États, qui après avoir prêté serment, comme membre du Congrès, ou fonctionnaire des États-Unis, ou membre d'une législature d'État, ou fonctionnaire exécutif ou judiciaire d'un État, de défendre la Constitution des États-Unis, aura pris part à une insurrection ou à une rébellion contre eux, ou donné aide ou secours à leurs ennemis. Mais le Congrès pourra, par un vote des deux tiers de chaque Chambre, lever cette incapacité.

Article 4. La validité de la dette publique des États-Unis, autorisée par la loi, y compris les engagements contractés pour le paiement de pensions et de primes pour services rendus lors de la répression d'insurrections ou de rébellions, ne sera pas mise en question. Mais ni les États-Unis, ni aucun État n'assumeront ni ne payeront aucune dette ou obligation contractée pour assistance à une insurrection ou rébellion contre les États-Unis, ni aucune réclamation pour la perte ou l'émancipation d'esclaves, et toutes dettes, obligations et réclamations de cette nature seront considérées comme illégales et nulles.

Article 5. Le Congrès aura le pouvoir de donner effet aux dispositions du présent article par une législation appropriée. »

## Première section
Les cinquième et quatorzième amendements à la Constitution des États-Unis contiennent chacun une clause de régularité dans la procédure (« due process of law »), le cinquième amendement limitant le pouvoir fédéral, et le quatorzième l'imposant aux États. La régularité de la procédure est une protection contre toute atteinte arbitraire contre la vie, la liberté ou de la propriété, sans le respect d'un cadre légal. La Cour suprême a interprété les clauses de procédure régulière comme fournissant quatre protections :
- La garantie d'une procédure régulière dans les procès civils et pénaux. C'est par exemple le fait d'exiger une raison suffisante pour citer à comparaître devant un tribunal ou un autre organe gouvernemental, le droit de comparaître devant un juge des faits et un juge de la loi impartiaux, et le droit de témoigner et de présenter des preuves pertinentes aux audiences.
- La garantie que les lois restreignant une liberté protégée par la constitution ou faisant par ailleurs partie des libertés communes sont élaborées en respectant une évaluation impartiale des intérêts en présence. Cette interprétation donne une protection contre l'arbitraire dans l'élaboration des lois, contre les promulgations politiques majoritaires qui dépassent les limites de l'autorité gouvernementale.
- La garantie que les lois pénales ou restreignant de libertés délimitent précisément ce qui est interdit, rendant inconstitutionnelles les lois vagues et sujettes à interprétation subjective, qui conduiraient en pratique à des poursuites arbitraires.
- Par le biais des quatorzième et quinzième amendements, la cour suprême a progressivement considéré que les dix premiers amendements formant la Déclaration des droits, limitant initialement les pouvoirs de l'autorité fédérale, s'appliquaient également aux états eux-mêmes.

Seule la première de ces garanties se traduit par « une procédure légale régulière », ce qui en est le sens traditionnel dans le droit anglo-saxon. Pour les autres jurisprudences de la cour suprême, « due process of law » est compris comme « une élaboration convenable de la loi ». La question de savoir si les cinquième ou quatorzième amendements étaient destinés à remplir cette fonction continue d'être un sujet de discussion et de dissidence savantes et judiciaires.
En 1954, dans l'arrêt Brown v. Board of Education, la Cour suprême des États-Unis a considéré que cet amendement interdisait la ségrégation dans les écoles publiques, grâce au concept de l'égale protection des lois.
En 1971, dans l'arrêt Reed v. Reed (en), la Cour suprême a considéré que les femmes devaient posséder les mêmes droits que les hommes, abolissant ainsi toute forme de discrimination entre les sexes,,,.
En 1973, Roe v. Wade est adopté au motif que l'amendement garanti le droit à la vie privée, qui serait implicite dans le texte.
En 2000, Bush v. Gore est décidé d'après la clause, les juges indiquent qu'un recomptage avec différents standards viole la protection égale de la loi.
En 2015, dans l'arrêt Obergefell v. Hodges, elle a considéré que cet amendement faisait du mariage homosexuel un droit constitutionnel.

## Le cas particulier des îles Samoa
Les Samoa américaines sont des territoires non-incorporés. Tous les citoyens des autres territoires dans ce cas sont reconnus citoyens américains selon le 14e amendement, à l'exception des Samoens, considérés comme « nationaux ». Ce statut induit des restrictions des droits civiques aux Samoens quand ils résident dans une autre partie du territoire américain (non-accès aux emplois publics, pas de droit de vote, etc.). En juin 2015, la Cour Suprême rend un avis  (Tuaua v. United States (en)) dans lequel elle refuse d'examiner le statut spécial de Samoa pour savoir s'il viole ou non le 14e amendement,.

## Clause d'insurrection
La troisième section donne la possibilité que tout citoyen ayant pris part à une rébellion ou une insurrection soit inéligible à toute charge politique ou militaire du gouvernement fédéral ou d'un État. La disposition n'est pas un bill d'attainder. Si le texte indique que le Congrès peut lever la sanction par une super majorité des deux tiers, il n'indique pas comment voter son application, il est supposé qu'une majorité simple suffise à frapper de disqualification un individu.
Ulysses S. Grant avec le Congrès fait adopter en 1872 une amnistie quasi-générale (en) qui annule les sanctions et restrictions des droits civiques imposées aux confédérés,. 
La seule utilisation de la procédure est exercée contre le socialiste Victor L. Berger (en) pour annuler son élection à la Chambre des représentants de 1919, procédure annulée par la Cour suprême,,.
L'amendement est utilisé par plusieurs cours judiciaires d'États fédérés, dont l'affaire Anderson v. Griswold, pour tenter d'empêcher Donald Trump de concourir à l'élection présidentielle de 2024, les juristes et politiques sont très clivés sur son application,,. La Cour suprême conclue que seul le Congrès a le pouvoir d'imposer cette inéligibilité.

## Pour approfondir